# Ching Ching
«Ching Ching» es el segundo sencillo del rapero Ms. Jade de su álbum debout Girls Interrupted (2002). La canción presenta a Timbaland y Nelly Furtado; contiene una muestra de la canción de «Baby Girl» del álbum debut de Nelly Furtado, Whoa, Nelly! (2000). El título de la canción viene de una absurda improvisada en la letra de «Baby Girl».

## Otras versiones
- «Ching Ching» (Álbum Versión) (3:34)
- «Ching Ching» (Versión Instrumental) (4:35)
- «Ching Ching» (Versión Alternativa) (4:18)

## Posicionamiento
| Listas (2004)                                   | Posición más alta |
| ----------------------------------------------- | ----------------- |
| U.S. Billboard Hot R&B/Hip-Hop Singles & Tracks | 41                |
| U.S. Billboard Rhythmic Top 40                  | 23                |